# Diagourou (Niger)
Diagourou  est une localité et une commune rurale du Niger, du département de Téra et de la région de Tillaberi.

## Géographie
La localité est située sur la rive gauche de la rivière Tilim affluent du fleuve Niger, à 13 km au sud de Téra
|                        | Téra                           | Dargol |
| Titabé ( Burkina Faso) | Diagourou                      | Dargol |
|                        | Tankougounadié ( Burkina Faso) | Dargol |

## Histoire
Diagourou est fondée vers 1820 par des membres de l’ethnie Mossi et leur chef Boubou.
La commune rurale est instaurée en 2002, elle est issue du canton de Diagourou.

## Population
Lors du recensement général de 2012, la population communale est relevée à 61 472 habitants, dont 4 745 habitants pour la localité chef-lieu. La principale est éthnie est constituée par les Fulbés, suivis des Songhaï et Gourmantchés. En hiver, des tribus Touareg s'installent dans la commune.

## Services et infrastructures
La commune abrite les services suivants :
- Collège d'enseignement général (CEG) à Diagourou
- Centre de formation aux métiers (CFM) à Diagourou
- Centre de Santé Intégré (CSI) à Diagourou, Bangaré, Bouppo, Gabikané et Yélo Taka.

## Économie
La population vit en grande partie de l’agriculture et de l’élevage.